# Ernst Lindenbauer
Ernst Lindenbauer (né le 18 novembre 1881 à Lichtenegg (Wels) et mort le 22 avril 1961 à Vienne) est Écuyer en Chef à l'école espagnole d'équitation de Vienne.

## Biographie
Lindenbauer est le fils d'un agriculteur de la localité de Lichtenegg (Wels) en Haute-Autriche. Il reçoit son premier cours d'équitation à l'âge de 13 ans. 
Il doit également son talent, à sa formation en 1895, à l'écurie de l'archiduc François Salvator à Lichtenegg. Comme élève, il y reçoit une instruction complète en équitation. En tant qu'élève, il se forme dans toutes les disciplines hippiques que ce soit dans le domaine de la course hippique ou de la chasse à courre. Il y apprend également le dressage des chevaux.
En 1900, il entre dans le 6e Régiment de dragons de Wels. Après ses trois ans de service militaire, il retourne au service de l'archiduc François-Salvator. Le 20 novembre 1906, il entre à l'écurie impériale de campagne de Vienne en tant qu'élève puis est nommé en tant que cavalier de deuxième classe avant de devenir cavalier de première classe.
En 1919, après la dissolution de l'écurie, il est transféré à l'école espagnole d'équitation. En 1926, il y devient Écuyer en Chef (Oberbereiter).
Lindenbauer est un des piliers de l'École d'équitation espagnole de son temps. Il joue en effet un rôle important dans la préservation de l'école espagnole d'équitation après la défaite de la Première Guerre mondiale. En effet, le pays est bouleversé durant cette période d'après-guerre qui voit la fin de l'empire d'Autriche-Hongrie et la création de la République d'Autriche allemande.